# Lothar Collatz
Lothar Collatz (ur. 6 lipca 1910 w Arnsberg, Westfalia; zm. 26 września 1990 w Warnie) – niemiecki matematyk znany ze sformułowania problemu Collatza, w 2023 roku dalej nierozstrzygniętego.

## Życiorys
Collatz studiował na uniwersytecie berlińskim uzyskując tytuł doktora na podstawie pracy:
- Das Differenzenverfahren mit höherer Approximation für lineare Differentialgleichungen (w wersji niemieckojęzycznej)
- The finite difference method with higher approximation for linear differential equations (w wersji anglojęzycznej).

Pozostałe jego prace dotyczyły między innymi geometrycznej struktury ornamentów,
klejfunkcji czyli funkcji sklejanych (ang. spline) oraz bifurkacji.